# Options au lycée en France
Cet article concerne les options du lycée en France c'est-à-dire les enseignements optionnels (obligatoires et facultatifs) proposés dans les lycées français.

## Réforme après 2020
| Niv 4 Bac +0 17 |                                   | Baccalauréat général Arts, SES, SVT, HGGSP, Humanités, LCA, LLCE, Maths, PC, NSI, SVT, SITerminale générale |                                   | Baccalauréat technologique STAV, ST2S, STD2A, STMG, S2TMD, STI2D, STHR, STLTerminale technologique |                     | Baccalauréat professionnel Alimentaire, Vente, Beauté, Bâtiment, Santé, Design, Véhicules, NumériqueTerminale professionnelle | BMA                                   | BP                                    | CS5 CS4 CS3                           | BM                                    | BTM |
| Niv 3 16        | Première générale                 | Première technologique                                                                                      | Première professionnelle          | CAP 2e année                                                                                       | CAP 2e année        | CAP 2e année | CAP 2e année                          | CAP 2e année                          |                                       |                                       |     |
| 15              | Seconde générale et technologique | Seconde générale et technologique                                                                           | Seconde générale et technologique | Seconde professionnelle                                                                            | CAP 1re année       | CAP 1re année | CAP 1re année                         | CAP 1re année                         | CAP 1re année                         |                                       |     |
| RNCP Âge        | Lycée général                     | | Lycée technologique               | | Lycée professionnel | Centre de formation d'apprentis (CFA)                                                                                         | Centre de formation d'apprentis (CFA) | Centre de formation d'apprentis (CFA) | Centre de formation d'apprentis (CFA) | Centre de formation d'apprentis (CFA) |     |

### Lycée général et technologique
Le lycée général et technologique prépare aux baccalauréats général et technologique.

#### Seconde générale et technologique

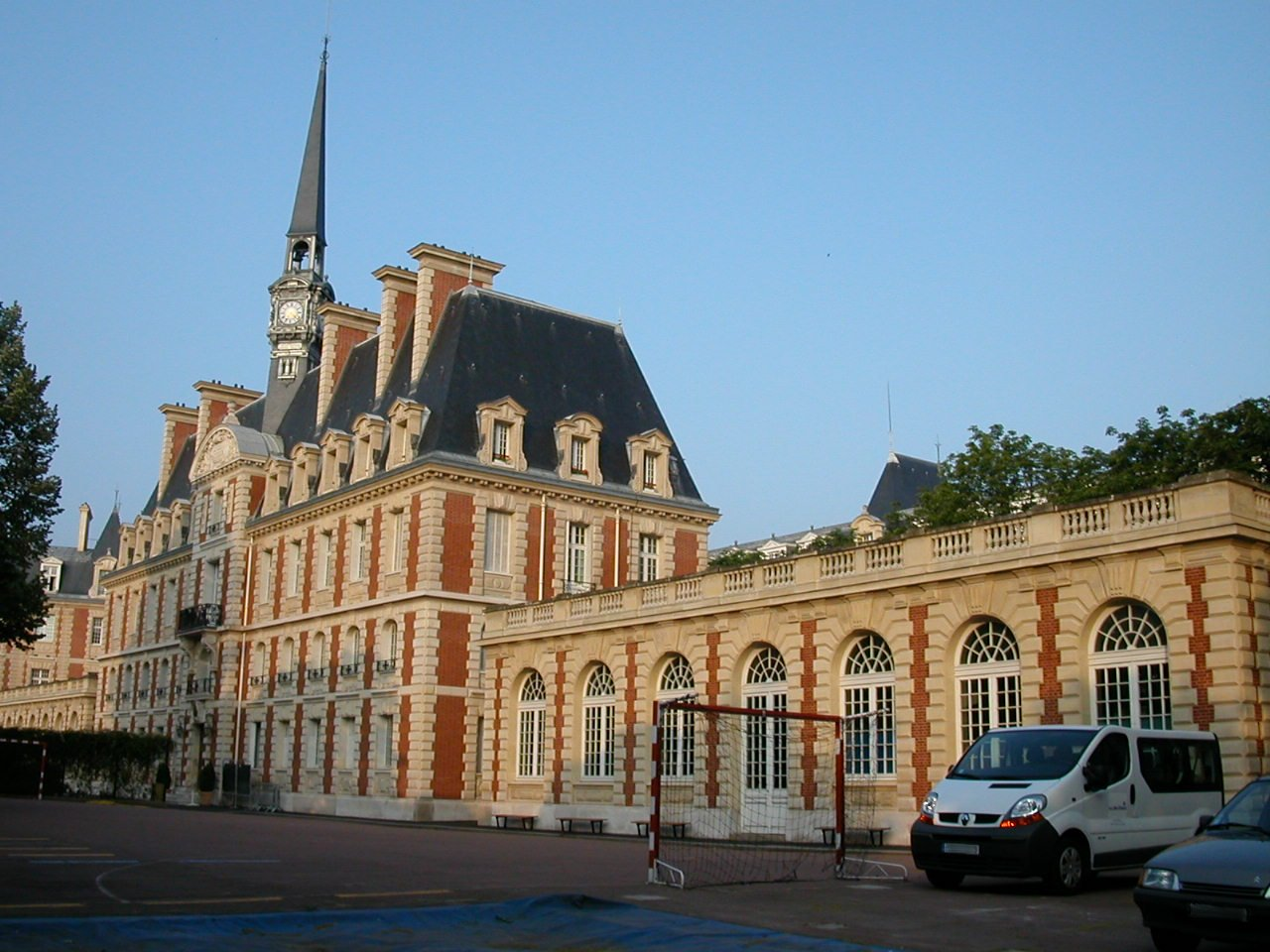
Le lycée Pasteur de Neuilly-sur-Seine.

La classe de seconde générale et technologique est dite indifférenciée : indépendamment de la filière à laquelle ils se destinent, les élèves suivent le même enseignement de tronc commun, complété s'ils le souhaitent par des enseignements optionnels généraux ou technologiques :
- 1 enseignement optionnel général au choix parmi :
  - Langues et cultures de l'Antiquité : Grec ou Latin
  - Langue vivante C
  - Arts : Arts du cirque ou Arts plastiques ou Cinéma-audiovisuel ou Danse ou Histoire des arts ou Musique ou Théâtre
  - Éducation physique et sportive
  - Écologie-agronomie-territoires-développement durable (uniquement dans les lycées d'enseignement général et technologique agricole)
- 1 enseignement optionnel technologique au choix parmi :
  - Management et gestion
  - Santé et social
  - Biotechnologies
  - Sciences et laboratoire
  - Sciences de l'ingénieur
  - Création et innovation technologiques
  - Création et culture - design
  - Hippologie et équitation ou autres pratiques sportives (uniquement dans les lycées d'enseignement général et technologique agricole)
  - Pratiques sociales et culturelles (uniquement dans les lycées d'enseignement général et technologique agricole)
  - Pratiques professionnelles (uniquement dans les lycées d'enseignement général et technologique agricole)

À la fin de l'année de seconde, l'élève choisit de continuer en voie générale ou en voie technologique.

#### Lycée général

##### Première générale
À son entrée en première, l'élève dispose d'un tronc commun auquel s'ajoutent trois enseignements de spécialité qu'il a choisis. À ces enseignements peuvent s'ajouter des enseignements optionnels. 3 enseignements de spécialité au choix parmi :
- Anglais Monde Contemporain (AMC)
- Arts : Arts du cirque ou Arts plastiques ou Cinéma-audiovisuel ou Danse ou Histoire des arts ou Musique ou Théâtre
- Biologie-écologie (uniquement dans les lycée d'enseignement général et technologique agricole)
- Histoire-géographie, géopolitique et sciences politiques
- Humanités, littérature et philosophie
- Langues, littératures et cultures étrangères ou régionales : Allemand ou Anglais ou Espagnol ou Italien ou Langue régionale
- Littérature et Langues et cultures de l'Antiquité : Grec ou Latin ou Enseignement commun en langues anciennes (ECLA)
- Mathématiques
- Numérique et sciences informatiques
- Physique-chimie
- Sciences de la vie et de la Terre
- Sciences de l'ingénieur
- Sciences économiques et sociales

1 enseignement optionnel au choix parmi :
- Langues et cultures de l'Antiquité : Grec ou Latin (peut être suivi en plus des autres enseignements optionnels)
- Langue vivante C
- Arts : Arts plastiques ou Cinéma-audiovisuel ou Danse ou Histoire des arts ou Musique ou Théâtre
- Éducation physique et sportive
- Hippologie et équitation (uniquement dans les lycée d'enseignement général et technologique agricole)
- Agronomie-économie-territoires (uniquement dans les lycée d'enseignement général et technologique agricole)
- Pratiques sociales et culturelles (uniquement dans les lycée d'enseignement général et technologique agricole)

##### Terminale générale
La classe de terminale est celle du baccalauréat. L'élève dispose d'un tronc commun auquel s'ajoute 2 des 3 enseignements de spécialité choisis en première. A ces enseignements peuvent s'ajouter des enseignements optionnels : 2 enseignements de spécialité au choix parmi :
- Anglais Monde Contemporain (AMC)
- Arts : Arts du cirque ou Arts plastiques ou Cinéma-audiovisuel ou Danse ou Histoire des arts ou Musique ou Théâtre
- Biologie-écologie (uniquement dans les lycée d'enseignement général et technologique agricole)
- Histoire-géographie, géopolitique et sciences politiques
- Humanités, littérature et philosophie
- Langues, littératures et cultures étrangères : Allemand ou Anglais ou Espagnol ou Italien
- Littérature et Langues et cultures de l'Antiquité : Grec ou Latin ou Enseignement commun en langues anciennes (ECLA)
- Mathématiques
- Numérique et sciences informatiques
- Physique-chimie (avec 2h en plus de physique-chimie)
- Sciences de la vie et de la Terre
- Sciences de l'ingénieur
- Sciences économiques et sociales

Un premier enseignement optionnel au choix parmi :
- Mathématiques complémentaires (pour les élèves n'ayant pas choisi la spécialité Mathématiques en terminale)
- Mathématiques expertes (pour les élèves ayant choisi la spécialité Mathématiques en terminale)
- Droits et grands enjeux du monde contemporain

Un deuxième enseignement optionnel au choix parmi :
- Langues et cultures de l'Antiquité : Grec ou Latin (peut être suivi en plus des autres enseignements optionnels)
- Langue vivante C
- Arts : Arts plastiques ou Cinéma-audiovisuel ou Danse ou Histoire des arts ou Musique ou Théâtre
- Éducation physique et sportive
- Hippologie et équitation (uniquement dans les lycée d'enseignement général et technologique agricole)
- Agronomie-économie-territoires (uniquement dans les lycée d'enseignement général et technologique agricole)
- Pratiques sociales et culturelles (uniquement dans les lycée d'enseignement général et technologique agricole)

Au terme de ces 3 années, l'élève obtient un baccalauréat général annoté des deux spécialités suivies en terminale.

#### Lycée technologique

##### Première technologique
Pour accéder aux séries Sciences et technologies de l'hôtellerie et de la restauration et Techniques de la musique et de la danse, l'élève doit effectuer une classe de seconde spécifique indépendante de la classe générale et technologique. La classe de première technologique s'organise comme son homologue générale. Les élèves suivent un tronc commun auquel s'ajoute 3 enseignements de spécialité. Ils peuvent également compléter leur formation par des enseignements optionnels. La seule différence est le choix des enseignements de spécialité. Contrairement à la voie générale, ils sont directement déterminés par la série choisie. L'élève ne choisit donc pas ses enseignements de spécialité mais la série dans laquelle il veut évoluer. A noter que pour certaines séries, des enseignements spécifiques sont au choix de l'élève. La série TMD n'est pour l'instant pas encore concernée par la réforme Blanquer, elle possède donc de dispositions spéciales. Séries technologiques proposées :
- Série Sciences et technologies de l'agronomie et du vivant (STAV) avec les enseignements spécifiques suivants :
  - Agroéquipement
  - Aménagement
  - Production
  - Services
  - Transformation
- Série Sciences et technologies du design et des arts appliqués (STD2A)
- Série Sciences et technologies de l'hôtellerie et de la restauration (STHR)
- Série Sciences et technologies de l'industrie et du développement durable (STI2D)
- Série Sciences et technologies de laboratoire (STL) avec les enseignements spécifiques suivants :
  - Biotechnologies
  - Sciences physiques et chimiques en laboratoire
- Série Sciences et technologies du management et de la gestion (STMG)
- Série Sciences et technologies de la santé et du social (ST2S)
- Série Techniques de la musique et de la danse (TMD) avec les options suivantes :
  - Instrument
  - Danse

Pour chaque série, peut être choisi un enseignement optionnel au choix parmi :
- Arts : Arts plastiques ou Cinéma-audiovisuel ou Danse ou Histoire des arts ou Musique ou Théâtre (sauf STAV et juste Arts plastiques pour TMD)
- Éducation/Pratiques physique et sportive (sauf TMD)
- Langue vivante C (uniquement STAV et STHR)
- Hippologie et équitation (uniquement STAV)
- Pratiques sociales et culturelles (uniquement STAV)
- Pratiques professionnelles (uniquement STAV)
- Harmonie ou solfège ou chorégraphie (uniquement TMD)

##### Terminale technologique
La classe de terminale technologique s'organise comme son homologue générale. Les élèves suivent un tronc commun auquel s'ajoute 2 enseignements de spécialité. Ils peuvent également compléter leur formation par des enseignements optionnels. De la même manière que la classe de première, les enseignements de spécialité sont définis par la série choisie. A noter que pour certaines séries, des enseignements spécifiques sont au choix de l'élève. La série TMD n'est pour l'instant pas encore concernée par la réforme Blanquer, elle possède donc de dispositions spéciales. Séries technologiques proposées :
- Série Sciences et technologies de l'agronomie et du vivant (STAV) avec les enseignements spécifiques suivants :
  - Agroéquipement
  - Aménagement
  - Production
  - Services
  - Transformation
- Série Sciences et technologies du design et des arts appliqués (STD2A)
- Série Sciences et technologies de l'hôtellerie et de la restauration (STHR)
- Série Sciences et technologies de l'industrie et du développement durable (STI2D) avec les enseignements spécifiques suivants :
  - Architecture et construction
  - Énergies et environnement
  - Innovation technologique et éco-conception
  - Systèmes d'information et numérique
- Série Sciences et technologies de laboratoire (STL) avec les enseignements spécifiques suivants :
  - Biotechnologies
  - Sciences physiques et chimiques en laboratoire
- Série Sciences et technologies du management et de la gestion (STMG) avec les enseignements spécifiques suivants :
  - Gestion et finance
  - Mercatique (marketing)
  - Ressources humaines et communication
  - Systèmes d'information de gestion
- Série Sciences et technologies de la santé et du social (ST2S)
- Série Techniques de la musique et de la danse (TMD) avec les options suivantes :
  - Instrument
  - Danse

Pour chaque série, peut être choisi un enseignement optionnel au choix parmi :
- Arts : Arts plastiques ou Cinéma-audiovisuel ou Danse ou Histoire des arts ou Musique ou Théâtre (sauf STAV et juste Arts plastiques pour TMD)
- Éducation/Pratiques physique et sportive (sauf TMD)
- Langue vivante C (uniquement STAV et STHR)
- Hippologie et équitation (uniquement STAV)
- Pratiques sociales et culturelles (uniquement STAV)
- Pratiques professionnelles (uniquement STAV)
- Harmonie ou solfège ou chorégraphie (uniquement TMD)

Au terme de ces 3 années, l'élève obtient un baccalauréat technologique de la série choisie (STAV-STD2A-STHR-STI2D-STL-STMG-ST2S-TMD).

### Lycée professionnel

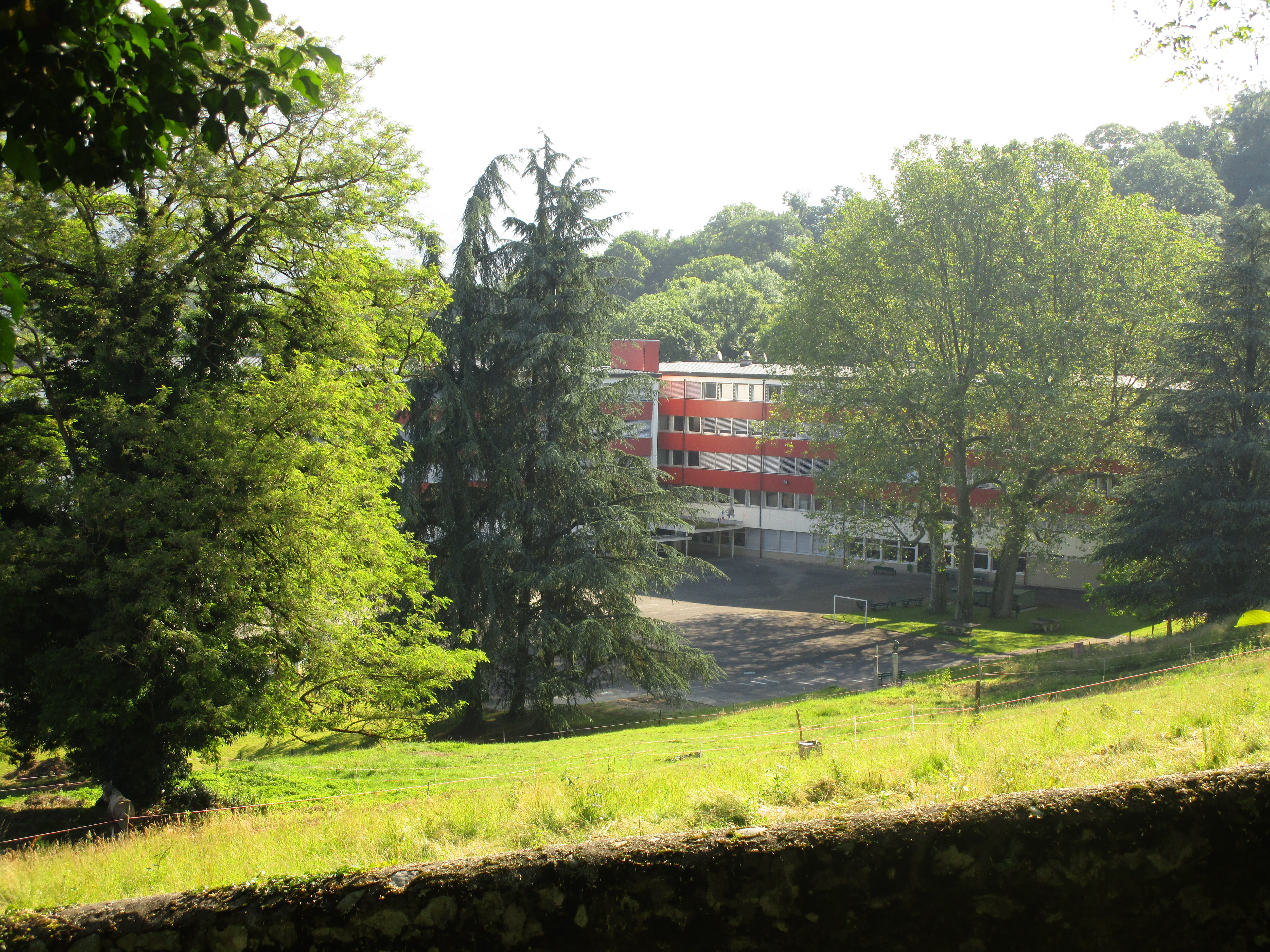
Lycée professionnel agricole de La Cardinière à Chambéry

La voie professionnelle est la troisième possibilité offerte après le collège. L'enseignement est dispensé en lycée professionnel et débouche sur un CAP, un bac professionnel en trois ans, un BT (brevet technique) voire un bac technologique (qui se faisait par le biais d'une classe de première d'adaptation maintenant supprimée). Le BEP (Brevet d'études professionnelles) est un diplôme intermédiaire, obtenu avec la validation de la première de baccalauréat professionnel.
En général les lycées professionnels regroupent des sections cohérentes entre elles au niveau des formations. Ainsi certains LP (Lycée professionnel) concentrent des sections tertiaires, d'autres des sections industrielles, etc.
Les lycées des métiers sont des établissements dont l'identité et la formation sont construites autour d'un ensemble cohérent de métiers. Ces lycées s'engagent à se conformer pendant 5 ans renouvelables à un cahier des charges.

## Réforme avant 2020

### Classe de seconde
Les enseignements de la classe de seconde comprennent des enseignements communs, des enseignements d'exploration, des options facultatives et des ateliers d'expression artistique. Par ailleurs, des heures de vie de classe figurent dans l'emploi du temps des élèves.
L'enseignement commun comprend les enseignements relevant du socle commun de connaissances : Français (4 h), Mathématiques (4 h), Langues Vivantes 1 et 2 (LV1 et LV2, 5 h 30), Histoire-Géographie (3 h), Physique-Chimie (3 h), Sciences de la Vie et de la Terre (SVT, 1 h 30), Éducation physique et sportive (EPS, 2 h), Enseignement moral et civique (EMC, 0 h 30) et Accompagnement Personnalisé (2h) et Vie de Classe (10 heures annuelles)
À cela s'ajoutent deux enseignements d'exploration (horaire de deux fois 1 h 30).
- L'un des enseignements d'exploration est obligatoirement de nature économique (au choix des deux suivants) :
  - SES (Sciences économiques et sociales) ;
  - PFEG (Principes fondamentaux de l'économie et de la gestion).
- L'autre est de nature littéraire, linguistique, scientifique, culturel ou artistique (au choix des suivants, cependant les lycées ne les proposent pas tous) :
  - Littérature et Société
  - Une troisième langue vivante (LV3) (si elle est proposée dans le lycée concerné) : allemand, espagnol, italien, chinois, russe, portugais, hébreu, arabe ,japonais ou autre langue à faible diffusion. Une langue régionale peut également faire office de LV3 telle que : occitan, breton, alsacien, corse, etc.
  - LCA (Langues et Cultures de l'Antiquité) c'est-à-dire l'étude du Latin ou du Grec ancien.
  - MPS (Méthodes et Pratiques Scientifiques)
  - SI (Sciences de l'ingénieur)
  - Sciences et Laboratoire (SLABO)
  - ICN (Informatique et Création Numérique)
  - CIT (Création et Innovation Technologiques)
  - Biotechnologies
  - Santé et Social
  - EATDD (Écologie, agronomie, territoire et développement durable)
  - Création et Culture design
  - Création et Activités artistiques (arts visuels ou arts du son ou arts du spectacle ou patrimoines)
  - EPS (Éducation physique et sportive)
  - PFEG (Principes fondamentaux de l'économie et de la gestion) et SES (Sciences économiques et sociales) ➜ Pour approfondir si vous l'avez pris en enseignement d'exploration ou bien le découvrir.
  - Santé et social

Ces enseignements d'exploration permettent à l'élève d'acquérir une culture générale et de tester ses goûts et ses aptitudes dans la perspective d'une poursuite d'études en première. Cependant, aucun de ces enseignements d'exploration n'est imposé pour l'accès à une série ou spécialité de première déterminée.
Les élèves, s'ils veulent diversifier leurs compétences ou faciliter leur choix d'orientation, peuvent également, si leur établissement le leur permet, ajouter une option facultative (3 h) : LV3 (si la LV3 n'avait pas déjà choisie en enseignement d'exploration), LCA (Latin ou Grec ancien), Arts, EPS.
Il y avait trois filières générales : Scientifique (S), Littéraire (L) et Économique et Sociale (ES).

### Classe de première et terminale
Au choix quelle que soit la série :
- éducation physique et sportive, tennis football basket
- hippologie et équitation
- pratiques professionnelles
- art
- latin ou grec
- section européenne

La section européenne ou orientale constitue une spécificité locale. Elle ajoute une mention sur le diplôme du baccalauréat sous certaines conditions de réussite cumulatives. Suivant les lycées, cette section est assimilée :
- à une option facultative à part entière (donc une seule autre option facultative est possible).
- à une option spécifique qui n'entre pas dans le compte des options facultatives.

Pour le baccalauréat, cette mention est considérée comme option facultative (coefficient 2 ou 1 selon le choix en tant que première ou seconde option présentée).
La section européenne ou orientale consiste en un renforcement de l'enseignement d'une langue vivante (avec un accent sur l'étude des civilisations de la langue) associé à l'enseignement d'une discipline non linguistique (DNL) dans la langue concernée.
Ainsi, en « Section européenne : Anglais » : l'une de ces DNL (Histoire-Géographie, Mathématiques, Physique-Chimie, Sciences de la Vie et de la Terre, Sciences Économiques, philosophie et Sociales ou EPS) est enseignée en anglais durant une heure hebdomadaire par un enseignant de la DNL ayant une bonne maîtrise de l'anglais.

#### Série L
En plus des enseignements obligatoire, les élèves doivent choisir une option de spécialité parmi :
En Littéraire, les élèves doivent choisir une option obligatoire parmi : LV3 (3 h), Latin ou Grec ancien (3 h), LV1 renforcée (3 h), LV2 renforcée (3 h), Arts parmi : arts plastiques, cinéma audiovisuel, arts du cirque, danse, histoire des arts (5 h), musique (5 h), mathématiques (3 h) ou droit et grands enjeux du monde contemporain (3h seulement en terminale).

#### Série ES
Les élèves choisissent une spécialité pour la terminale entre : Spécialité mathématiques (1h30), sciences sociales et politiques (1h30) ou économie approfondie (1h30).

#### Série S
En première, ils ne prennent pas d'option obligatoire mais, dans le tronc commun, ils choisissent entre Sciences de la Vie et de la Terre, Sciences de l'Ingénieur, et biologie-écologie (lycée agricole).
En terminale S, à l'exception de la filière Sciences de l'Ingénieur où le choix est facultatif, les élèves doivent choisir une option dite de spécialité (2 h) : Mathématiques, Physique-Chimie ou Sciences de la Vie et de la Terre. Depuis la rentrée 2012, dans le cadre de la réforme des lycées, les élèves de Terminale scientifique ont un choix supplémentaire d'enseignement de spécialité : Informatique et Sciences du Numérique (ISN). Une traduction de la constante croissance de la place occupée par les avancées technologiques dans la société actuelle. Dans la filière Sciences de l'Ingénieur, ils peuvent suivre la spécialité Mathématiques ou Physique-Chimie mais cela n'est pas obligatoire.

#### Série technologique
Il n'existe pas d'option obligatoire comme telle (excepté pour la filière ST2S ) dans les séries technologiques puisque chaque série est subdivisée en filière par exemple en terminale STMG : ressources humaines et communication, gestion finance, mercatique, système informatique de gestion.
À l'exception de l'hôtellerie et du bac TMD (Technique de la Musique et la Danse) qui démarrent en seconde spécifique et les bacs technologiques agricoles où il n'y en a pas, les options facultatives restent les mêmes (moins le latin et le grec) avec quelques ajouts par exemple en STMG : prise rapide de la parole ou activité en milieu professionnel ou Gestion et informatique (pour les Action et communication) ou Communication et organisation (pour les Gestion). Il existe une option « chasse » à l'Institut agricole catholique Saint-Joseph de Limoux dans l'Aude.